# Никитин, Евстафий Петрович
Евста́фий Петро́вич Ники́тин (1 апреля 1918, Бисул Кучес, Вятская губерния — 28 сентября 1990, Ижевск) — советский хозяйственный, государственный и политический деятель.

## Биография
Родился в 1918 году в деревне Кусогурт (ныне — Бисул-Кучес в Шарканском районе Удмуртии). Член ВКП(б).
С 1935 года — на хозяйственной, общественной и политической работе. В 1935—1980 гг. — учитель, преподаватель английского языка, врио декана факультета иностранных языков Удмуртского госуниверситета, участник Великой Отечественной войны, инструктор, заведующий сектором, заместитель заведующего отдела, секретарь, второй секретарь Удмуртского областного комитета КПСС, министр просвещения, заместитель Председателя Совета Министров Удмуртской АССР.
Избирался депутатом Верховного Совета РСФСР 8-го и 9-го созывов.
Делегат 24 съезда КПСС (1971 год).
Умер в 1990 году в Ижевске.